# Bơm quang học
Bơm quang học là một quá trình trong đó ánh sáng được sử dụng để nâng (hay bơm) electron từ một mức năng lượng thấp tới một mức năng lượng cao hơn trong một nguyên tử hay phân tử. Nó thường được sử dụng trong chế tạo laser. Công nghệ này được phát triển bởi nhà vật lý Alfred Kastler đầu thập niên 1950.